# 北海道道293号温根別剣淵停車場線
北海道道293号温根別剣淵停車場線（ほっかいどうどう293ごう おんねべつけんぶちていしゃじょうせん）は、北海道士別市と上川郡剣淵町を結ぶ一般道道（北海道道）である。

## 概要

### 路線データ
- 起点：北海道士別市温根別町（国道239号交点）
- 終点：北海道上川郡剣淵町仲町（JR北海道 宗谷本線 剣淵駅）
- 総延長：12.301 km[1][注釈 1]
- 実延長：12.290 km[1][注釈 1]
- 重用延長：0.011 km[1][注釈 1]

### 道路管理者
- 上川総合振興局 旭川建設管理部 士別出張所

## 歴史
- 1957年（昭和32年）7月25日 - 244号として路線認定[2]。
- 1994年（平成6年）10月1日 - 路線番号を293号に変更[3]。

この路線の前身は、1929年（昭和4年）3月7日に認定された準地方費道114号旭川温根別線の一部である。

## 路線状況

### 重複区間
- 北海道道984号温根別ビバカルウシ線（剣淵町西町）

### 道路施設

#### 主な橋梁
- 本線橋（80 m、犬牛別川、士別市温根別町）

## 地理

### 通過する自治体
- 上川総合振興局
  - 士別市
  - 上川郡剣淵町

### 交差する道路
士別市
- 国道239号 - 温根別町（起点）

剣淵町
- 北海道道536号剣淵原野士別線 - 藤本町
- 北海道道984号温根別ビバカルウシ線 - 西町（重複）
- 北海道道545号三和剣淵線 - 屯田町

### 沿線にある施設など
剣淵町
- 西原郵便局
- 剣淵町立剣淵中学校
- 剣淵町立剣淵小学校
- 剣淵町役場
- 北ひびき農業協同組合剣淵支所
- JR北海道 宗谷本線 剣淵駅